# Copa Libertadores 2004
W czterdziestej piątej edycji Copa Libertadores udział wzięło 36 klubów reprezentujących wszystkie kraje zrzeszone w CONMEBOL oraz Meksyk, będący członkiem CONCACAF. Dwa najsilniejsze państwa, Brazylia i Argentyna, wystawiły po 5 klubów. Reszta państw oprócz Meksyku, wystawiła po trzy kluby, natomiast Meksyk wystawił tylko dwa kluby. Broniący tytułu klub Boca Juniors zakwalifikował się jako mistrz Argentyny turnieju Apertura.
Klub Boca Juniors, choć z trudem, dotarł do finału turnieju i ponieważ przeciwnikiem była kolumbijska rewelacja, klub Once Caldas, wydawało się, że zespół z Argentyny obroni zdobyty przed rokiem tytuł. Drużyna argentyńska w drodze do finału dwukrotnie pokonała rywali w rzutach karnych – w ćwierćfinale brazylijski klub AD São Caetano, a w półfinale odwiecznego derbowego rywala River Plate. W finale niespodziewanie także doszło do konieczności rozstrzygnięcia losów trofeum w drodze sportowego losowania, jakim jest rozgrywka rzutów karnych. Tu jednak lepsi okazali się zawodnicy klubu z Kolumbii, którzy z czterech szans wykorzystali dwie, podczas gdy piłkarze Boca Juniors, mimo czterech prób, nie zdołali ani razu trafić do kolumbijskiej bramki.
Klub Once Caldas pewnie wyszedł z grupy, zajmując pierwsze miejsce. Jednak w 1/8 finału dopiero po rzutach karnych zdołał wyeliminować ekwadorski klub Barcelona SC. W ćwierćfinale Once Caldas sprawił wielką niespodziankę i wyeliminował brazylijski klub Santos FC. W półfinale kolumbijska drużyna spisała się równie rewelacyjnie, eliminując kolejny klub z Brazylii, São Paulo FC. W finale klub Once Caldas sprawił największą niespodziankę, doprowadzając do karnych w starciu z broniącym tytułu Boca Juniors. Wygrane karne dały klubowi największe klubowe trofeum w Ameryce Południowej. Był to drugi triumf kolumbijskiego klubu w Copa Libertadores jako pierwszy dokonał tego wyczynu w 1989 roku klub Atlético Nacional.
W fazie grupowej 36 klubów podzielono na 9 grup liczących po 4 drużyny. Do 1/8 finału awansowały bezpośrednio wszyscy mistrzowie grup oraz 5 wicemistrzów grup z najlepszym dorobkiem punktowo-bramkowym. Czterech najsłabszych wicemistrzów podzielono na dwie pary, które rozegrały ze sobą po jednym, decydującym o awansie do 1/8 finału meczu.
W 1/8 finału wylosowano osiem par, które wyłoniły ośmiu ćwierćfinalistów. W ćwierćfinale wylosowano cztery pary, które wyłoniły czterech półfinalistów. W półfinale dwie pary wyłoniły dwóch finalistów.
Kolejny znakomity sezon w wykonaniu klubów z Kolumbii – dwa kluby awansowały do ćwierćfinału, Deportivo Cali, oraz Once Caldas, który później dotarł aż do finału i zdobył trofeum. Gdyby nie ten fakt, można by uznać, że turniej odbył się pod dyktando dwóch największych potęg kontynentu – Argentyny i Brazylii, których 5 klubów dotarło do najlepszej ósemki. Ósmym ćwierćfinalistą był klub z Wenezueli, Táchira San Cristóbal, co obok triumfu Once Caldas było największą niespodzianką tej edycji Copa Libertadores.
Najsłabiej w tej edycji turnieju spisały się kluby chilijskie, które zajęły ostatnie miejsca w swoich grupach. Najgorzej zaprezentował się klub CD Cobreloa, który przegrał wszystkie swoje mecze. Także żaden z klubów Boliwii i Paragwaju nie zdołał awansować do fazy pucharowej.

## 1/16 finału

### Grupa 1
| 05.02 São Caetano – Club The Strongest 4:2 (2:0) - 1:0 Somália 16, 2:0 Gilberto 44, 2:1 Francisco Flaminio Ferreira 51, 3:1 Marcinho 52, 4:1 Ânderson Lima 57, 4:2 Limberg Méndez 70 |
| 11.02 Club América – CA Peñarol 3:1 (1:1) - 0:1 Sergio Leal 25, 1:1 Cuauhtémoc Blanco 26, 2:1 Reinaldo Navia 86, 3:1 Cuauhtémoc Blanco 92k                                           |
| 19.02 Club The Strongest – Club América 0:0 |
| 02.03 CA Peñarol – São Caetano 1:1 (0:1) - 0:1 Fabrício Carvalho 35, 1:1 Carlos Bueno 60                                                                                             |
| 11.03 São Caetano – Club América 1:2 (0:0) - 0:1 Pável Pardo 69, 1:1 Marcinho 75, 1:2 Reinaldo Navia 87                                                                              |
| 16.03 CA Peñarol – Club The Strongest 4:0 (2:0) - 1:0 Gabriel Cedrés 9, 2:0 Carlos Bueno 12, 3:0 Cristian Rodríguez 63, 4:0 Carlos Diogo 89                                          |
| 17.03 Club América – São Caetano 2:1 (1:1) - 0:1 Gilberto 12, 1:1 Cuauhtémoc Blanco 36, 2:1 Cuauhtémoc Blanco 62                                                                     |
| 23.03 Club The Strongest – CA Peñarol 2:0 (1:0) - 1:0 Álex da Rosa 33, 2:0 Álex da Rosa 79                                                                                           |
| 08.04 São Caetano – CA Peñarol 1:1 (0:1) - 0:1 Carlos Bueno 18, 1:1 Triguinho 58 |
| 08.04 Club América – Club The Strongest 4:0 (3:0) - 1:0 Pável Pardo 2, 2:0 Hugo Norberto Castillo 22, 3:0 Jesús Mendoza 37, 4:0 Cuauhtémoc Blanco 47                                 |
| 15.04 Club The Strongest – São Caetano 0:2 (0:1) - 0:1 Somália 8, 0:2 Warley 85 |
| 15.04 CA Peñarol – Club América 2:0 (0:0) - 1:0 Carlos Bueno 84, 2:0 Carlos Bueno 92                                                                                                 |

| Klub               | Mecze | Zw | Rem | Por | Pkt | BrZd | BrStr |
| ------------------ | ----- | -- | --- | --- | --- | ---- | ----- |
| Club América       | 6     | 4  | 1   | 1   | 13  | 11   | 5     |
| São Caetano        | 6     | 2  | 2   | 2   | 8   | 10   | 8     |
| CA Peñarol         | 6     | 2  | 2   | 2   | 8   | 9    | 7     |
| Club The Strongest | 6     | 1  | 1   | 4   | 4   | 4    | 14    |

### Grupa 2
| 10.02 CA Vélez Sarsfield – UA Maracaibo 1:1 (0:0) - 0:1 Enrique Eugenio Colliard 62, 1:1 Carlos José García 90s |
| 19.02 Once Caldas – Fénix Montevideo 3:0 (1:0) - 1:0 Arnulfo Valentierra 15k, 2:0 Arnulfo Valentierra 63k, 3:0 Jeffrey José Díaz 88                                                                                          |
| 25.02 UA Maracaibo – Once Caldas 1:2 (1:1) - 0:1 Jonathan Fabbro 3, 1:1 Cristián Cásseres 45, 1:2 Sergio Alejandro Galván 89                                                                                                 |
| 25.02 Fénix Montevideo – CA Vélez Sarsfield 2:1 (0:1) - 0:1 Santiago Agustín Bianchi 16, 1:1 Julio Pablo Rodríguez 54, 2:1 José Casimiro Carini 87                                                                           |
| 03.03 Fénix Montevideo – UA Maracaibo 1:2 (0:1) - 0:1 Mariano Matías Martínez 26, 1:1 Nicolás Ignacio Vigneri 51, 1:2 Ruberth Morán 82 - mecz w Maldonado                                                                    |
| 09.03 CA Vélez Sarsfield – Once Caldas 2:0 (1:0) - 1:0 Lucas Martín Valdemarín 34, 2:0 Rolando Zárate 78 |
| 17.03 Once Caldas – CA Vélez Sarsfield 2:0 (1:0) - 1:0 Sergio Alejandro Galván 38, 2:0 Sergio Alejandro Galván 55 |
| 18.03 UA Maracaibo – Fénix Montevideo 1:1 (1:0) - 1:0 Enrique Eugenio Colliard 22, 1:1 Marcelo Carlo Broli 50 |
| 06.04 CA Vélez Sarsfield – Fénix Montevideo 1:0 (0:0) - 1:0 Santiago Agustín Bianchi 70 |
| 06.04 Once Caldas – UA Maracaibo 2:1 (1:1) - 0:1 Mariano Matías Martínez 32, 1:1 Elkin Soto 34, 2:1 Arnulfo Valentierra 79                                                                                                   |
| 22.04 UA Maracaibo – CA Vélez Sarsfield 4:2 (1:0) - 1:0 Rodrigo Sebastián Riep 12, 2:0 Cristián Cásseres 48, 3:0 Cristián Cásseres 66, 4:0 Rodrigo Sebastián Riep 73, 4:1 Maximiliano Pellegrino 85, 4:2 Fabricio Fuentes 86 |
| 22.04 Fénix Montevideo – Once Caldas 2:2 (1:0) - 1:0 Federico Guerra 44, 2:0 José Casimiro Carini 58, 2:1 Jonathan Fabbro 69, 2:2 Jonathan Fabbro 77                                                                         |

| Klub               | Mecze | Zw | Rem | Por | Pkt | BrZd | BrStr |
| ------------------ | ----- | -- | --- | --- | --- | ---- | ----- |
| Once Caldas        | 6     | 4  | 1   | 1   | 13  | 11   | 6     |
| UA Maracaibo       | 6     | 2  | 2   | 2   | 8   | 10   | 9     |
| CA Vélez Sarsfield | 6     | 2  | 1   | 3   | 7   | 7    | 9     |
| Fénix Montevideo   | 6     | 1  | 2   | 3   | 5   | 6    | 10    |

### Grupa 3
| 03.02 Santos Laguna Torreón – Universidad Concepción 2:2 (2:1) - 1:0 Héctor Altamirano 2, 2:0 José Antonio Noriega 8, 2:1 Ricardo Javier Viveros 44, 2:2 Luis Pedro Figueroa 82                           |
| 04.02 Cruzeiro EC – Caracas FC 3:1 (2:0) - 1:0 Alex 17k, 1:1 Stalin Rivas 37k, 2:1 Felipe Melo 54, 3:1 Jussiê 69                                                                                          |
| 10.02 Universidad Concepción – Cruzeiro EC 1:3 (0:2) - 0:1 Alex 18, 0:2 Maicon 20, 1:2 Fernando Solís 73k, 1:3 Cristián Alejandro Gómez 80s                                                               |
| 12.02 Caracas FC – Santos Laguna Torreón 0:1 (0:0) - 0:1 Matías Vuoso 73 |
| 17.02 Cruzeiro EC – Santos Laguna Torreón 1:1 (1:0) - 1:0 Guilherme 25, 1:1 Matías Vuoso 64 |
| 24.02 Universidad Concepción – Caracas FC 2:3 (0:2) - 0:1 Paul Manuel Cominges 34, 0:2 Paul Manuel Cominges 37, 0:3 Jorge Alberto Rojas 50, 1:3 Mario Antonio Cáceres 76, 2:3 Cristián Alejandro Gómez 90 |
| 02.03 Caracas FC – Universidad Concepción 1:0 (1:0) - 1:0 José Manuel Rey 16 |
| 10.03 Santos Laguna Torreón – Cruzeiro EC 1:0 (1:0) - 1:0 Jared Borgetti 56 |
| 16.03 Santos Laguna Torreón – Caracas FC 3:1 (0:1) - 0:1 Paul Manuel Cominges 45, 1:1 Jared Borgetti 48, 2:1 Jared Borgetti 67, 3:1 José Antonio Noriega 84                                               |
| 17.03 Cruzeiro EC – Universidad Concepción 5:0 (2:0) - 1:0 Cris 5, 2:0 Guilherme 42, 3:0 Leandro 46, 4:0 Guilherme 72, 5:0 Maicon 89                                                                      |
| 14.04 Caracas FC – Cruzeiro EC 2:3 (1:3) - 0:1 Márcio Hahn 22, 0:2 Lima 23, 1:2 Paul Manuel Cominges 32, 1:3 Lima 45, 2:3 Ederlei Pereira 76k                                                             |
| 14.04 Universidad Concepción – Santos Laguna Torreón 2:2 (2:1) - 0:1 Matías Vuoso 3, 1:1 Esteban Paredes 6, 2:1 Esteban Paredes 14, 2:2 Jared Borgetti 55                                                 |

| Klub                   | Mecze | Zw | Rem | Por | Pkt | BrZd | BrStr |
| ---------------------- | ----- | -- | --- | --- | --- | ---- | ----- |
| Cruzeiro EC            | 6     | 4  | 1   | 1   | 13  | 15   | 6     |
| Santos Laguna Torreón  | 6     | 3  | 3   | 0   | 12  | 10   | 6     |
| Caracas FC             | 6     | 2  | 0   | 4   | 6   | 8    | 12    |
| Universidad Concepción | 6     | 0  | 2   | 4   | 2   | 7    | 16    |

### Grupa 4
| 10.02 CD Cobreloa – LDU Quito 0:2 (0:0) - 0:1 Álex Aguinaga 52, 0:2 Elkin Murillo 92 |
| 11.02 Alianza Lima – São Paulo FC 1:2 (1:1) - 0:1 Rogério Ceni 21, 1:1 Walter Vílchez 24, 1:2 Fabão 69                                                                                      |
| 25.02 LDU Quito – Alianza Lima 3:0 (0:0) - 1:0 Juan Ángel Paredes 65, 2:0 Carlos Villagra 86, 3:0 Elkin Murillo 88                                                                          |
| 26.02 São Paulo FC – CD Cobreloa 3:1 (2:0) - 1:0 Luís Fabiano 3, 2:0 Luis Fuentes 12s, 2:1 Cicinho 48s, 3:1 Luís Fabiano 90                                                                 |
| 04.03 LDU Quito – São Paulo FC 3:0 (2:0) - 1:0 Juan Ángel Paredes 38, 2:0 Giovanny Espinoza 45, 3:0 Patricio Urrutia 81                                                                     |
| 04.03 Alianza Lima – CD Cobreloa 2:0 (0:0) - 1:0 Jefferson Farfán 68, 2:0 Jefferson Farfán 80                                                                                               |
| 10.03 CD Cobreloa – Alianza Lima 0:1 (0:1) - 0:1 Jefferson Farfán 22 |
| 10.03 São Paulo FC – LDU Quito 1:0 (0:0) - 1:0 Luís Fabiano 74 |
| 24.03 CD Cobreloa – São Paulo FC 1:2 (1:2) - 0:1 Grafite 15, 0:2 Marquinhos 22, 1:2 Mauricio Dinamarca 27k                                                                                  |
| 25.03 Alianza Lima – LDU Quito 1:0 (1:0) - 1:0 Jefferson Farfán 43 |
| 07.04 São Paulo FC – Alianza Lima 3:1 (1:1) - 0:1 Roberto Enrique Silva 24, 1:1 Marquinhos 38, 2:1 Luís Fabiano 46, 3:1 Luís Fabiano 69                                                     |
| 07.04 LDU Quito – CD Cobreloa 5:1 (4:0) - 1:0 Elkin Murillo 8, 2:0 Elkin Murillo 28, 3:0 Néicer Reasco 29, 4:0 Juan Ángel Paredes 32, 4:1 Patricio Galaz 86, 5:1 Carlos Alberto Espínola 90 |

| Klub         | Mecze | Zw | Rem | Por | Pkt | BrZd | BrStr |
| ------------ | ----- | -- | --- | --- | --- | ---- | ----- |
| São Paulo FC | 6     | 5  | 0   | 1   | 15  | 11   | 7     |
| LDU Quito    | 6     | 4  | 0   | 2   | 12  | 13   | 3     |
| Alianza Lima | 6     | 3  | 0   | 3   | 9   | 6    | 8     |
| CD Cobreloa  | 6     | 0  | 0   | 6   | 0   | 3    | 15    |

### Grupa 5
| 12.02 CD El Nacional – Club Nacional de Football 0:0 |
| 12.02 CA Independiente – Club Cienciano 4:2 (2:0) - 1:0 Christian Giménez 16, 2:0 Leonel Ríos 43, 3:0 Hernán Losada 59, 3:1 Santiago Acasiete 69, 4:1 Hernán Losada 73, 4:2 Rodrigo Alonso Saraz 82                     |
| 24.02 Club Nacional de Football – CA Independiente 0:0 |
| 26.02 Club Cienciano – CD El Nacional 1:0 (0:0) - 1:0 Sergio Ramón Ibarra 63 |
| 02.03 CA Independiente – CD El Nacional 2:0 (0:0) - 1:0 Daniel Eduardo Quinteros 51k, 2:0 Daniel Eduardo Quinteros 94                                                                                                   |
| 04.03 Club Nacional de Football – Club Cienciano 1:0 (1:0) - 1:0 Fernando Machado 29 |
| 11.03 Club Cienciano – Club Nacional de Football 1:2 (0:2) - 0:1 Sebastián Eguren 21, 0:2 Fabián Coelho 44, 1:2 Sergio Ramón Ibarra 48 - mecz w Arequipa                                                                |
| 16.03 CD El Nacional – CA Independiente 1:0 (0:0) - 1:0 Félix Borja 66 |
| 23.03 CD El Nacional – Club Cienciano 3:3 (0:1) - 0:1 Carlos Lobatón 44, 1:1 Ebelio Ordóñez 64, 2:1 Félix Borja 70, 3:1 Félix Borja 78, 3:2 Juan Carlos Bazalar 82, 3:3 Santiago Acasiete 85                            |
| 25.03 CA Independiente – Club Nacional de Football 1:1 (0:0) - 0:1 Luis Romero 52, 1:1 Sebastián Alberto García 83 |
| 20.04 Club Cienciano – CA Independiente 3:2 (2:1) - 1:0 Giuliano Santiago Portilla 13, 1:1 Jairo Fernando Castillo 16, 2:1 Santiago Acasiete 22, 2:2 César Ccahuantico 75s, 3:2 Carlos María Lugo 80k - mecz w Arequipa |
| 20.04 Club Nacional de Football – CD El Nacional 3:2 (1:1) - 1:0 Alexander Jesús Medina 36, 1:1 Félix Borja 37, 2:1 Luis Romero 53, 3:1 Alexander Jesús Medina 75k, 3:2 Luis Checa 77                                   |

| Klub                      | Mecze | Zw | Rem | Por | Pkt | BrZd | BrStr |
| ------------------------- | ----- | -- | --- | --- | --- | ---- | ----- |
| Club Nacional de Football | 6     | 3  | 3   | 0   | 12  | 7    | 4     |
| CA Independiente          | 6     | 2  | 2   | 2   | 8   | 9    | 7     |
| Club Cienciano            | 6     | 2  | 1   | 3   | 7   | 10   | 12    |
| CD El Nacional            | 6     | 1  | 2   | 3   | 5   | 6    | 9     |

### Grupa 6
| 03.02 Club Libertad – Deportes Tolima 0:0 |
| 11.02 Táchira San Cristóbal – River Plate 0:0 |
| 24.02 Deportes Tolima – Táchira San Cristóbal 1:1 (1:0) - 1:0 Iván José Velásquez 14, 1:1 Emerson Panigutti 82                                                                           |
| 25.02 River Plate – Club Libertad 4:1 (2:0) - 1:0 Eduardo Germán Coudet, 2:0 Fernando Cavenaghi 43, 2:1 Gustavo Morínigo 59, 3:1 Eduardo Germán Coudet 75, 4:1 Lucho González 90         |
| 09.03 Táchira San Cristóbal – Club Libertad 2:0 (1:0) - 1:0 Alexander Rondón 37, 2:0 Alexander Rondón 90                                                                                 |
| 11.03 Deportes Tolima – River Plate 2:3 (0:0) - 0:1 Daniel Montenegro 51, 1:1 Ricardo Ciciliano 63, 2:1 Justiniano Antonio Peña 70, 2:2 Fernando Cavenaghi 88, 2:3 Fernando Cavenaghi 91 |
| 17.03 Club Libertad – Táchira San Cristóbal 1:1 (1:0) - 1:0 Guido Alvarenga 17, 1:1 Guillermo Fabián Beraza 55                                                                           |
| 18.03 River Plate – Deportes Tolima 1:0 (1:0) - 1:0 Lucho González 38 |
| 07.04 Club Libertad – River Plate 1:0 (1:0) - 1:0 Juan Eduardo Samudio 39 |
| 08.04 Táchira San Cristóbal – Deportes Tolima 2:0 (1:0) - 1:0 Guillermo Fabián Beraza 30, 2:0 Emerson Panigutti 85                                                                       |
| 14.04 River Plate – Táchira San Cristóbal 2:2 (2:0) - 1:0 José Sand 5, 2:0 Fernando Cavenaghi 14, 2:1 Leonel Vielma 71, 2:2 Pedro Luis Boada 90                                          |
| 14.04 Deportes Tolima – Club Libertad 3:2 (1:1) - 1:0 Óscar Enrique Passo 6, 1:1 Gustavo Morínigo 28k, 2:1 Jhon Charría 64, 3:1 Henry Zambrano 76, 3:2 Gustavo Morínigo 83               |

| Klub                  | Mecze | Zw | Rem | Por | Pkt | BrZd | BrStr |
| --------------------- | ----- | -- | --- | --- | --- | ---- | ----- |
| River Plate           | 6     | 3  | 2   | 1   | 11  | 10   | 6     |
| Táchira San Cristóbal | 6     | 2  | 4   | 0   | 10  | 8    | 4     |
| Deportes Tolima       | 6     | 1  | 2   | 3   | 5   | 6    | 9     |
| Club Libertad         | 6     | 1  | 2   | 3   | 5   | 5    | 10    |

### Grupa 7
| 04.02 Club Guaraní – Barcelona SC 0:0 |
| 05.02 Club Jorge Wilstermann – Santos FC 2:3 (1:2) - 0:1 Basílio 14, 0:2 Basílio 24, 1:2 Túlio Costa 31, 2:2 Vladimir Marín 74, 2:3 Alex 86                  |
| 12.02 Barcelona SC – Club Jorge Wilstermann 4:0 (1:0) - 1:0 Rodrigo Teixeira 44, 2:0 Fricson George 62, 3:0 Danny Alejandro Vera 76, 4:0 Rodrigo Teixeira 83 |
| 18.02 Santos FC – Club Guaraní 2:2 (1:0) - 1:0 Róbson 1, 1:1 Osvaldo Javier Díaz 65, 1:2 Osvaldo Javier Díaz 85, 2:2 Lopes 90                                |
| 03.03 Club Jorge Wilstermann – Club Guaraní 0:0 |
| 03.03 Barcelona SC – Santos FC 1:3 (0:1) - 0:1 Renato 44, 0:2 Basílio 48, 1:2 Rodrigo Teixeira 63, 1:3 Robinho 83                                            |
| 11.03 Santos FC – Barcelona SC 1:0 (0:0) - 1:0 Robinho 68 |
| 18.03 Club Guaraní – Club Jorge Wilstermann 3:1 (1:1) - 1:0 Kenji Fukuda 6, 1:1 Thiago Leitão 10, 2:1 Osvaldo Javier Díaz 54, 3:1 Osvaldo Javier Díaz 65k    |
| 24.03 Club Jorge Wilstermann – Barcelona SC 2:2 (1:0) - 1:0 Túlio Costa 19, 2:0 Túlio Costa 62, 2:1 José Eduardo Gavica 73, 2:2 Danny Alejandro Vera 85      |
| 25.03 Club Guaraní – Santos FC 1:2 (0:0) - 0:1 Basílio 49, 0:2 Róbson 63k, 1:2 Julio Manzur 71                                                               |
| 14.04 Santos FC – Club Jorge Wilstermann 5:0 (2:0) - 1:0 Diego 21k, 2:0 Elano 41, 3:0 Preto 56, 4:0 Diego 74, 5:0 Robinho 87k                                |
| 14.04 Barcelona SC – Club Guaraní 2:0 (1:0) - 1:0 Danny Alejandro Vera 42, 2:0 Danny Alejandro Vera 73                                                       |

| Klub                   | Mecze | Zw | Rem | Por | Pkt | BrZd | BrStr |
| ---------------------- | ----- | -- | --- | --- | --- | ---- | ----- |
| Santos FC              | 6     | 5  | 1   | 0   | 16  | 16   | 6     |
| Barcelona SC           | 6     | 2  | 2   | 2   | 8   | 9    | 6     |
| Club Guaraní           | 6     | 1  | 3   | 2   | 6   | 6    | 7     |
| Club Jorge Wilstermann | 6     | 0  | 2   | 4   | 2   | 5    | 17    |

### Grupa 8
| 03.02 CSD Colo-Colo – Deportivo Cali 2:3 (1:2) - 0:1 Mayer Andrés Candelo 23, 0:2 Álvaro Domínguez 41, 1:2 Manuel Neira 43, 1:3 Carlos Alberto Castillo 55, 2:3 Manuel Neira 87 |
| 18.02 Club Bolívar – Boca Juniors 3:1 (2:0) - 1:0 José Alfredo Castillo 17, 2:0 José Alfredo Castillo34, 2:1 Miguel Eduardo Caneo 46, 3:1 José Alfredo Castillo 56              |
| 02.03 Deportivo Cali – Club Bolívar 3:1 (1:0) - 1:0 Mayer Andrés Candelo 27, 1:1 Limberg Gutiérrez 74, 2:1 Geovanni García 85, 3:1 Tressor Moreno 88                            |
| 03.03 Boca Juniors – CSD Colo-Colo 2:0 (1:0) - 1:0 Guillermo Barros Schelotto 18k, 2:0 Guillermo Barros Schelotto 72                                                            |
| 10.03 Deportivo Cali – Boca Juniors 0:1 (0:0) - 0:1 Fabián Vargas 68 |
| 18.03 Club Bolívar – CSD Colo-Colo 2:0 (1:0) - 1:0 Roger Suárez 4, 2:0 José Alfredo Castillo 46                                                                                 |
| 24.03 Boca Juniors – Deportivo Cali 3:0 (0:0) - 1:0 Nicolás Burdisso 57, 2:0 Clemente Rodríguez 86, 3:0 Franco Darío Cángele 88                                                 |
| 25.03 CSD Colo-Colo – Club Bolívar 2:0 (1:0) - 1:0 Juan Pablo Úbeda 35, 2:0 Manuel Neira 58                                                                                     |
| 07.04 Club Bolívar – Deportivo Cali 1:0 (1:0) - 1:0 José Alfredo Castillo 21 |
| 08.04 CSD Colo-Colo – Boca Juniors 1:0 (1:0) - 1:0 David Andrés Henríquez 33 |
| 21.04 Boca Juniors – Club Bolívar 3:0 (0:0) - 1:0 Rolando Schiavi 54, 2:0 Javier Villarreal 86, 3:0 Matías Donnet 90                                                            |
| 21.04 Deportivo Cali – CSD Colo-Colo 3:1 (1:0) - 1:0 Carlos Alberto Castillo 45, 2:0 Tressor Moreno 70, 3:0 Óscar Díaz Asprilla 75, 3:1 Marcos Andrés Millape 83                |

| Klub           | Mecze | Zw | Rem | Por | Pkt | BrZd | BrStr |
| -------------- | ----- | -- | --- | --- | --- | ---- | ----- |
| Boca Juniors   | 6     | 4  | 0   | 2   | 12  | 10   | 4     |
| Deportivo Cali | 6     | 3  | 0   | 3   | 9   | 9    | 9     |
| Club Bolívar   | 6     | 3  | 0   | 3   | 9   | 7    | 9     |
| CSD Colo-Colo  | 6     | 2  | 0   | 4   | 6   | 6    | 10    |

### Grupa 9
| 05.02 Club Olimpia – Rosario Central 0:2 (0:0) - 0:1 Gonzalo Belloso 64, 0:2 Germán Gustavo Herrera 78                                                                                 |
| 10.02 Club Sporting Cristal – Coritiba FBC 4:1 (2:1) - 0:1 Laércio 19, 1:1 Jorge Soto 28, 2:1 Luis Alberto Bonnet 32, 3:1 Sérgio Júnior 81, 4:1 Luis Alberto Bonnet 91                 |
| 17.02 Coritiba FBC – Club Olimpia 1:1 (1:1) - 1:0 Capixaba 10, 1:1 David Villalba 43                                                                                                   |
| 26.02 Rosario Central – Club Sporting Cristal 1:1 (0:0) - 0:1 Luis Alberto Bonnet 72, 1:1 Mariano Messera 92                                                                           |
| 04.03 Rosario Central – Coritiba FBC 2:0 (1:0) - 1:0 Pablo Andrés Sánchez 29, 2:0 Germán Gustavo Herrera 75                                                                            |
| 09.03 Club Sporting Cristal – Club Olimpia 3:2 (0:1) - 0:1 Juan Carlos Franco 1, 1:1 Carlos Zegarra 51, 2:1 Luis Alberto Bonnet 54, 3:1 Sérgio Júnior 63, 3:2 Hernán Rodrigo López 88k |
| 10.03 Coritiba FBC – Rosario Central 2:0 (1:0) - 1:0 Reginaldo Nascimento 19, 2:0 Adriano 89                                                                                           |
| 16.03 Club Olimpia – Club Sporting Cristal 2:1 (2:0) - 1:0 Mauro Antonio Caballero 4, 2:0 Sergio Daniel Órteman 12k, 2:1 Carlos Zegarra 84                                             |
| 23.03 Club Sporting Cristal – Rosario Central 4:1 (2:1) - 1:0 Jorge Soto 11, 1:1 Horacio Carbonari 40, 2:1 Juan Elías Cominges 42, 3:1 José Alberto Moisela 66, 4:1 Jorge Soto 87      |
| 06.04 Club Olimpia – Coritiba FBC 1:1 (1:1) - 0:1 Capixaba 33, 1:1 Hernán Rodrigo López 44                                                                                             |
| 13.04 Coritiba FBC – Club Sporting Cristal 2:0 (0:0) - 1:0 Víctor Aristizábal 71k, 2:0 Luís Mário 75                                                                                   |
| 13.04 Rosario Central – Club Olimpia 2:1 (1:0) - 1:0 Claudio Daniel González 2, 2:0 Pablo Andrés Sánchez 78, 2:1 Francisco Javier Esteche 89                                           |

| Klub                  | Mecze | Zw | Rem | Por | Pkt | BrZd | BrStr |
| --------------------- | ----- | -- | --- | --- | --- | ---- | ----- |
| Club Sporting Cristal | 6     | 3  | 1   | 2   | 10  | 13   | 9     |
| Rosario Central       | 6     | 3  | 1   | 2   | 10  | 8    | 8     |
| Coritiba FBC          | 6     | 2  | 2   | 2   | 8   | 7    | 8     |
| Club Olimpia          | 6     | 1  | 2   | 3   | 5   | 7    | 10    |

### Dodatkowe mecze najsłabszych wicemistrzów grup
| 28.04 São Caetano – CA Independiente 2:2 (2:1), karne 4:2 - 0:1 Jairo Fernando Castillo 6, 1:1 Ânderson Lima 8, 2:1 Marcinho 30k, 2:2 Hernán Franco 72                                                                             |
| 29.04 Barcelona SC – UA Maracaibo 6:1 (3:1) - 0:1 Rodrigo Sebastián Riep 10, 1:1 Iván Kaviedes 38k, 2:1 Iván Kaviedes 41, 3:1 Iván Kaviedes 45, 4:1 Rodrigo Teixeira 70, 5:1 Danny Alejandro Vera 78, 6:1 Ángel Gabriel Escobar 89 |

## 1/8 finału
| Santos Laguna Torreón – River Plate 0:1 i 2:1, karne 2:4 - 04.05 0:1 Cristián Alberto Tula 58 - 11.05 1:0 Héctor Altamirano 24, 2:0 Matías Vuoso 50, 2:1 Marcelo Salas 75                                                                                            |
| Club Sporting Cristal – Boca Juniors 2:3 i 1:2 - 04.05 0:1 Carlos Tévez 31, 1:1 Luis Alberto Bonnet 41, 2:1 Henry Quinteros 45, 2:2 José María Calvo 81, 2:3 Guillermo Barros Schelotto 90 - 12.05 0:1 Javier Villarreal 39, 0:2 Carlos Tévez 62, 1:2 Robert Lima 66 |
| Táchira San Cristóbal – Club Nacional de Football 3:0 i 2:2 - 04.05 1:0 Alexander Rondón 3, 2:0 Emerson Panigutti 41, 3:0 Guillermo Fabián Beraza 68 - 12.05 0:1 Luis Romero 36, 0:2 Carlos Adrián Valdez 44, 1:2 Leonel Vielma 84, 2:2 Alexis Chirinos 88           |
| São Caetano – Club América 2:1 i 1:1 - 05.05 0:1 Ariel González 22, 1:1 Ânderson Lima 51, 2:1 Frankie Oviedo 83s - 11.05 0:1 Reinaldo Navia 20, 1:1 Triguinho 78 |
| LDU Quito – Santos FC 4:2 i 0:2, karne 3:5 - 05.05 0:1 Robinho 2, 0:2 Elano 4, 1:2 Paul Ambrossi 17, 2:2 Patricio Urrutia 47, 3:2 Paul Ambrossi 74, 4:2 Franklin Salas 84 - 11.05 0:1 Diego 2, 0:2 Diego 49                                                          |
| Deportivo Cali – Cruzeiro EC 1:0 i 1:2, karne 3:0 - 05.05 1:0 Julián Gustavo Téllez 37 - 13.05 1:0 Tressor Moreno 41, 1:1 Alex 47k, 1:2 Guilherme 87 |
| Rosario Central – São Paulo FC 1:0 i 1:2, karne 4:5 - 05.05 1:0 Gonzalo Belloso 86 - 13.05 1:0 Germán Gustavo Herrera 6, 1:1 Grafite 47, 1:2 Grafite 76 |
| Barcelona SC – Once Caldas 0:0 i 1:1, karne 2:4 - 06.05 0:0 - 13.05 1:0 José Eduardo Gavica 50, 1:1 Jorge Humberto Agudelo 83 |

## 1/4 finału
| São Paulo FC – Táchira San Cristóbal 3:0 i 4:1 - 19.05 1:0 Rogério Ceni 32, 2:0 Luís Fabiano 48k, 3:0 Gustavo Nery 56 - 26.05 0:1 Emerson Panigutti 6, 1:1 Grafite 23, 2:1 Luís Fabiano 59, 3:1 Gustavo Nery 68, 4:1 Luís Fabiano 89 |
| Santos FC – Once Caldas 1:1 i 0:1 - 19.05 1:0 Basílio 83, 1:1 Arnulfo Valentierra 87 - 27.05 0:1 Arnulfo Valentierra 71 |
| São Caetano – Boca Juniors 0:0 i 1:1, karne 3:4 - 20.05 0:0 - 25.05 1:0 Gilberto 57, 1:1 Antonio Daniel Barijho 64 - drugi mecz w Avellaneda                                                                                         |
| River Plate – Deportivo Cali 1:0 i 3:1 - 20.05 1:0 Rubens Sambueza 19 - 26.05 0:1 Freddy Andrés Hurtado 13, 1:1 Marcelo Gallardo 21, 2:1 Fernando Cavenaghi 31, 3:1 Fernando Cavenaghi 64                                            |

## 1/2 finału
| São Paulo FC – Once Caldas 0:0 i 1:2 - 09.06 0:0 - 16.06 0:1 Herly Alcázar 27, 1:1 Danilo 32, 1:2 Jorge Humberto Agudelo 90                                      |
| Boca Juniors – River Plate 1:0 i 1:2, karne 5:4 - 10.06 1:0 Rolando Schiavi 28 - 17.06 0:1 Lucho González 50, 1:1 Carlos Tévez 84, 1:2 Cristián Javier Nasuti 90 |

## FINAŁ
| Boca Juniors – Once Caldas 0:0 i 1:1, karne 0:2 |
| 23 czerwca 2004 Buenos Aires Estadio La Bombonera (57 000) Boca Juniors – Once Caldas 0:0 Sędzia: Gustavo Méndez (Urugwaj) Żółte kartki: Rolando Schiavi 68, Javier Villarreal 72 / Samuel Antonio Vanegas 61, Miguel Alberto Rojas 80, Herly Alcázar 81 Club Atlético Boca Juniors: Roberto Abbondanzieri – Pablo Sebastián Álvarez, Rolando Schiavi, Nicolás Burdisso, Clemente Rodríguez, Pablo Ledesma, Javier Villarreal, Diego Cagna (76 Franco Darío Cángele), Iarley, Guillermo Barros Schelotto, Antonio Daniel Barijho. Trener: Carlos Bianchi Once Caldas: Juan Carlos Henao – Miguel Alberto Rojas, Samuel Antonio Vanegas, Édgar Heriberto Cataño, John Edwin García, Jhon Viáfara, Rubén Darío Velázquez, Diego Alejandro Arango, Elkin Soto, Arnulfo Valentierra (37 Javier Araújo) (74 Wilmer Alexander Ortegón), Jorge Humberto Agudelo (64 Herly Alcázar). Trener: Luis Fernando Montoya |
| 1 lipca 2004 Manizales Estadio Palogrande (42 000) Once Caldas – Boca Juniors 1:1 (1:0), karne 2:0 Sędzia: Carlos Chandía (Chile) Bramki: 1:0 Jhon Viáfara 8, 1:1 Nicolás Burdisso 52 Żółte kartki: Dayro Moreno 25, John Edwin García 51, Wilmer Alexander Ortegón 90 / Fabián Vargas 76 Karne: (0:0) Arnulfo Valentierra (0:0) Rolando Schiavi, 1:0 Elkin Soto (1:0) Raúl Alfredo Cascini (1:0) Wilmer Alexander Ortegón (1:0) Nicolás Burdisso, 2:0 Jorge Humberto Agudelo (2:0) Franco Darío Cángele Once Caldas: Juan Carlos Henao – Miguel Alberto Rojas, Samuel Antonio Vanegas (k), Édgar Heriberto Cataño, John Edwin García (90 Wilmer Alexander Ortegón) – Jhon Viáfara, Rubén Darío Velázquez, Herly Alcázar (78 Jorge Humberto Agudelo), Elkin Soto, Arnulfo Valentierra – Dayro Moreno (67 Jeffrey José Díaz). Trener: Luis Fernando Montoya Club Atlético Boca Juniors: Roberto Abbondanzieri – Luis Amaranto Perea, Rolando Schiavi, Nicolás Burdisso, Clemente Rodríguez – Fabián Vargas, Javier Villarreal, Diego Cagna (k, 86 Miguel Eduardo Caneo), Raúl Alfredo Cascini – Franco Darío Cángele, Carlos Tévez. Trener: Carlos Bianchi |

## Klasyfikacja
Poniższa tabela ma charakter statystyczny. O kolejności decyduje na pierwszym miejscu osiągnięty etap rozgrywek, a dopiero potem dorobek bramkowo-punktowy. W przypadku klubów, które odpadły w rozgrywkach grupowych o kolejności decyduje najpierw miejsce w tabeli grupy, a dopiero potem liczba zdobytych punktów i bilans bramkowy.
| Poz                                                                       | Klub                      | Mecze | Zw | Rem | Por | Pkt | BrZd | BrStr |
| ------------------------------------------------------------------------- | ------------------------- | ----- | -- | --- | --- | --- | ---- | ----- |
| 1                                                                         | Once Caldas               | 14    | 6  | 7   | 1   | 25  | 17   | 10    |
| 2                                                                         | Boca Juniors              | 14    | 7  | 4   | 3   | 25  | 19   | 11    |
| 3                                                                         | São Paulo FC              | 12    | 8  | 1   | 3   | 25  | 21   | 12    |
| 4                                                                         | River Plate               | 12    | 7  | 2   | 3   | 23  | 18   | 11    |
| 5                                                                         | Santos FC                 | 10    | 6  | 2   | 2   | 20  | 21   | 12    |
| 6                                                                         | São Caetano               | 11    | 3  | 6   | 2   | 15  | 16   | 13    |
| 7                                                                         | Táchira San Cristóbal     | 10    | 3  | 5   | 2   | 14  | 14   | 13    |
| 8                                                                         | Deportivo Cali            | 10    | 4  | 0   | 6   | 12  | 12   | 15    |
| 9                                                                         | Cruzeiro EC               | 8     | 5  | 1   | 2   | 16  | 17   | 8     |
| 10                                                                        | LDU Quito                 | 8     | 5  | 0   | 3   | 15  | 17   | 7     |
| 11                                                                        | Santos Laguna Torreón     | 8     | 4  | 3   | 1   | 15  | 12   | 8     |
| 12                                                                        | Club América              | 8     | 4  | 2   | 2   | 14  | 13   | 8     |
| 13                                                                        | Barcelona SC              | 9     | 3  | 4   | 2   | 13  | 16   | 8     |
| 14                                                                        | Rosario Central           | 8     | 4  | 1   | 3   | 13  | 10   | 10    |
| 15                                                                        | Club Nacional de Football | 8     | 3  | 4   | 1   | 13  | 9    | 9     |
| 16                                                                        | Club Sporting Cristal     | 8     | 3  | 1   | 4   | 10  | 16   | 14    |
| 17                                                                        | CA Independiente          | 7     | 2  | 3   | 2   | 9   | 11   | 9     |
| 18                                                                        | UA Maracaibo              | 7     | 2  | 2   | 3   | 8   | 11   | 15    |
| 19                                                                        | Alianza Lima              | 6     | 3  | 0   | 3   | 9   | 6    | 8     |
| 20                                                                        | Club Bolívar              | 6     | 3  | 0   | 3   | 9   | 7    | 9     |
| 21                                                                        | CA Peñarol                | 6     | 2  | 2   | 2   | 8   | 9    | 7     |
| 22                                                                        | Coritiba FBC              | 6     | 2  | 2   | 2   | 8   | 7    | 8     |
| 23                                                                        | Club Cienciano            | 6     | 2  | 1   | 3   | 7   | 10   | 12    |
| 24                                                                        | CA Vélez Sarsfield        | 6     | 2  | 1   | 3   | 7   | 7    | 9     |
| 25                                                                        | Club Guaraní              | 6     | 1  | 3   | 2   | 6   | 6    | 7     |
| 26                                                                        | Caracas FC                | 6     | 2  | 0   | 4   | 6   | 8    | 12    |
| 27                                                                        | Deportes Tolima           | 6     | 1  | 2   | 3   | 5   | 6    | 9     |
| 28                                                                        | CSD Colo-Colo             | 6     | 2  | 0   | 4   | 6   | 6    | 10    |
| 29                                                                        | Club Olimpia              | 6     | 1  | 2   | 3   | 5   | 7    | 10    |
| 30                                                                        | CD El Nacional            | 6     | 1  | 2   | 3   | 5   | 6    | 9     |
| 31                                                                        | Fenix Montevideo          | 6     | 1  | 2   | 3   | 5   | 6    | 10    |
| 32                                                                        | Club Libertad             | 6     | 1  | 2   | 3   | 5   | 5    | 10    |
| 33                                                                        | Club The Strongest        | 6     | 1  | 1   | 4   | 4   | 4    | 14    |
| 34                                                                        | Club Jorge Wilstermann    | 6     | 0  | 2   | 4   | 2   | 5    | 17    |
| 35                                                                        | Universidad Concepción    | 6     | 0  | 2   | 4   | 2   | 7    | 16    |
| 36                                                                        | CD Cobreloa               | 6     | 0  | 0   | 6   | 0   | 3    | 15    |
| Podsumowanie: 140 meczów, w tym 36 remisów, 385 bramek – 2,75 bramki/mecz |                           |       |    |     |     |     |      |       |